# Western Grove
Western Grove è un comune degli Stati Uniti d'America, situato in Arkansas, nella contea di Newton.